# Pteraster educator
Pteraster educator är en sjöstjärneart som beskrevs av Alexander Michailovitsch Djakonov 1958. Pteraster educator ingår i släktet Pteraster och familjen knubbsjöstjärnor. Inga underarter finns listade i Catalogue of Life.